# United Cowboys
United Cowboys ofwel United-C is een live art gezelschap dat multidisciplinaire vormen van podiumkunst, met als leidraad dans, performance, muziek en beeldende kunst brengt buiten de bestaande theaterconventies om, en sinds 1991 gevestigd is in Eindhoven. Hierbij streeft zij naar het ultieme doel: telkens een wereld creëren die nog niet bestaat. Tevens biedt zij een platform aan jonge artiesten om zich te kunnen ontwikkelen en presenteren. Het is ondergebracht in de Stichting Tegentijd. Op lokaal, provinciaal, nationaal en internationaal niveau werkt United Cowboys aan nieuwe ontwikkelingen in de dans en performancekunst, investeert het in talentontwikkeling, en biedt kunstenaars residenties. Het gezelschap heeft expertise en netwerk opgebouwd in Brabant, nationaal en internationaal. Ze bespeelt de Nederlandse en Belgische middenzalen en vlakkevloertheaters, en het werk is te zien op festivals, op locaties en in musea, zowel in binnen- als in het buitenland.
United Cowboys werkt samen met lokale, provinciale, nationale en internationale partners aan verdere spreiding van het werk, naar nieuwe speelcircuits en nieuw publiek. Sinds 2017 doet zij dat onder de noemer Concept for new Development; initiatief waarmee gewerkt wordt aan duurzame internationale samenwerkingsverbanden. 

## Artistiek leiders
De artistieke leiding is in handen van het echtpaar Maarten van der Put en Pauline Roelants.
Van der Put studeerde beeldende kunst met specialisatie video en film aan de Koninklijke Academie voor Beeldende Kunsten in Den Haag. Maarten van der Put is verbonden aan United Cowboys als regisseur en scenograaf en is als zodanig betrokken bij alle projecten van het gezelschap. Sinds 2014 werkt hij aan een serie performances – De Naaktstudies – waarin de individuele kracht en de waarachtigheid van de scenograaf uitgangspunt zijn. Inspiratiebronnen zijn onder andere de fascinatie die bijvoorbeeld de Oude Grieken hadden voor het lichaam. De passie waarmee de textuur van de huid in hun sculpturen werd weergegeven, de aanraking en levendigheid waarmee de spieren, de houding, de heroïsche en tegelijk ook de kwetsbaarheid van het menselijk
lichaam werden benaderd.
In de periode 2000-2014 maakte hij videowerk voor verschillende gezelschappen, waaronder grootbeeld videoprojecties en live camera, zoals Het Zuidelijk Toneel met Ivo van Hove, De Nederlandse Opera met Der Ring des Nibelungen onder leiding van Pierre Audi en in 2001 als cameraman van Goldfish Game, de langspeelfilm van Needcompany van Jan Lauwers.

Daarnaast werkt Van der Put als autonoom fotograaf. In 2020 was er de solotentoonstelling Now and Then te zien in
Penningsfoundation te Eindhoven, een van de oudste fotogaleries in Nederland.
Ook verzorgde hij het overgrote deel van de foto’s die zijn opgenomen in het 296 pagina’s tellende koffietafelboek United Cowboys, dat eind 2023 verscheen naar aanleiding van het 30-jarig bestaan van het gezelschap.
Choreograaf en danser Pauline Roelants studeerde af aan de Amsterdamse Hogeschool voor de Kunsten (AHK) (voorheen Theater School Amsterdam), richting Moderne Dans en Improvisatie. Ze is gespecialiseerd in de technieken van Martha Graham, Merce Cunningham, José Limón en in releasetechniek. Ze is opgeleid in de methode van Rudolf von Laban. Al tijdens haar studie, was zij geïnteresseerd in het werken met en vanuit verschillende kunstdisciplines, Zij liep stage bij onder meer Koninklijke Academie van Beeldende Kunsten in Den Haag en het Sweelinck Conservatorium.
Roelants is aan United Cowboys verbonden als danser, choreograaf en als zodanig betrokken bij alle projecten; sinds 2018 legt zij zich daarnaast toe op het creëren, componeren en uitvoeren van de muziek voor de voorstellingen en projecten van het gezelschap. Zij geeft als gastdocent les aan de Fontys Hogeschool voor de kunsten in Tilburg en had van 2020-2024 zitting in de jury van de jaarlijkse Jacques de Leeuwprijs. Ook verzorgt zij masterclasses in Europa rondom de mentaliteit van performen.

In 2020 bracht zij, na vele jaren, opnieuw een solo uit onder de titel This hurts a lot more than it used to do. Een solo over vergankelijkheid en lef.

## Geschiedenis
United Cowboys ontstond als collectief: een danser, een beeldend kunstenaar, een cineast en een componist onderzochten wat de samenloop van disciplines kon brengen. In drie opvolgende decennia ontwikkelden artistiek leiders Pauline Roelants en Maarten van der Put een geheel eigen vorm en beeldtaal, los van conventies en bewust transdisciplinair. Een grote rol is weggelegd voor de virtuoze, krachtige performers, die ieder vanuit hun persoonlijke referentiekader een wereld tegemoet treden. Geen spelers, maar autonoom acterend - intuïtief en puur. De voorstellingen en performances zijn belevenissen en omgevingen, waarin het publiek wordt uitgenodigd van dichtbij te aanschouwen en ervaren.
De organisatie werd in 1989 opgericht onder de naam Stichting Tegentijd door artistiek directeuren Pauline Roelants (choreografie) en Maarten van der Put (concept, regie en vormgeving). Onderkomen werd gevonden bij theater De Bergruimte aan de Kleine Berg, in de tijd dat ook Ivo van Hove daar nog met Het Zuidelijk Toneel zat. De stichting ging mee met de Vlaamse golf, waarin roemruchte (dans)makers als Jan Fabre, Jan Lauwers en Anne Teresa De Keersmaeker waren vertegenwoordigd. Ook is er verwantschap met tegendraadse artiesten als Marina Abramović, kunstenaar Paul McCarthy en fotografe Nan Goldin.
Na de tournee in Nederland en België met de voorstelling Untitled (Cowboys) tussen 1992-1993, werd de naam van het gezelschap de naam gewijzigd van Tegentijd naar United Cowboys. De eerste voorstelling was Blue Peter, in samenwerking met Het Zuidelijk Toneel, Monty Antwerpen en Bisproducties 's-Hertogenbosch. In de eerste 15 jaar, combineerde United Cowboys altijd verschillende disciplines theater, beeldende kunst, multimediakunst, muziek en fotografie; tezamen vormden zij de inhoud van de voorstellingen, maar altijd met dans- en performancekunst als leidraad. Het geheel resulteerde in een unieke Biotoop, een installatie waar dans, performance en muziek samenkomen en waar het publiek om heen kan lopen. Deze biotopen komen meer voor, zoals Burn en kunnen een hele dag in beslag nemen. De Biotoop reist door heel Europa, waar het telkens nieuwe input krijgt en weer in de performances meeneemt.
Vijftien jaar na de oprichting kwamen er solo-optredens bij onder de naam Nude Studie Menu. Daarin werd de fascinatie voor het menselijk lichaam kunstzinnig beleden. Van der Put creëerde inmiddels vijftien naakten waarin hij op toont hoe het lichaam troost en schoonheid kan bieden.
In 1999 betrok United Cowboys haar huidige werkpand, in het centrum van Eindhoven.

## Doel
Doel van United Cowboys is behalve het brengen van dansvoorstellingen, performances, installaties, het bieden van een podium voor talenten, kunst- en cultuureducatie en lezingen aan het publiek ook de deelnemers zich te laten ontwikkelen en te coachen. Hierbij staat een continue eigen vernieuwing centraal.
Het genre van de soms vier tot vijf uur durende voorstellingen laat zich omschrijven als modern en innovatief. Er wordt veelvuldig naakt opgetreden, en volgens de makers, niet om te provoceren, maar om emotie te creëren, de echte ziel naar buiten te brengen, en het ongecensureerd portretteren van de mens.
De optredens vinden plaats vooral in Noord-Brabant, maar ook in het buitenland, zoals in België, Frankrijk, Italië, Duitsland, Spanje, Polen, Tsjechië, Slowakije, Zweden, Denemarken, Bulgarije en Canada.
Met internationale (co)producties, Europese subsidies, residentie-uitwisselingen in binnen- en buitenland en het Arthouse als bovenregionaal live-art platform met aandacht voor talentontwikkeling, werkt United Cowboys duurzaam aan verbinding en versterking van het culturele klimaat in Eindhoven, elders in Noord-Brabant, in Nederland en in het buitenland.

## Coproducties
In het Concept for new Development, dat als samenwerking tussen het gezelschap en Theaterfestival Boulevard Den Bosch, Parktheater Eindhoven en Grec Festival Barcelona werd ontwikkeld in 2014, vinden vanaf 2017 coproducties plaats tezamen met nationale en internationale partners. Met het vervolgtraject New Territories (nieuwe terreinen) werd deze werking ook na 2021 voortgezet. Met de eigen stad Eindhoven als thuisbasis vertrok het gezelschap met regelmaat naar telkens andere omgevingen, waardoor de kans werd geboden om deel uit te maken van grote Europese samenwerkingen tussen kunstencentra, podia en productiehuizen. Met New Territories - ondersteund door Brabant C, Creative Europe en Perform Europe, bundelden internationale instellingen krachten en kennis om duurzame verbinding aan te gaan; een wegennet, dat steeds meer is uitgegroeid tot een netwerkgemeenschap zonder landsgrenzen.
Internationale partners tot op heden zijn onder meer: Grec Festival in Barcelona, Artdanthé in Parijs, Divadelni Flora Festival in Olomouc, Sommerblut Kulturfestival/MAKK Museum in Keulen, Rekultur in Praag, Toplocentrala in Sofia, Apart Art in Katowice, ilDance in Gothenburg, Nordic Fringe Network/Teater Fluks in Aarhus, Fira B in Palma en het Staatstheater in Kassel.
In de periode 2021-2024 werd het Europese project Future Repair Machine gerealiseerd: een samenwerking tussen 5
steden in 4 Landen: Duitsland (Berlijn - Bis es mir vom Leibe fällt en München - Ensemble e. V.), Oostenrijk (Graz - UniT), Hongarije (Budapest - Pro Progressione) en Nederland (Eindhoven - United Cowboys).
Future Reapair Machine onderzoekt het concept van reparatie als een duurzaam en innovatief instrument in de culturele- en sociale omgevingen, en verbindt kunstenaars, wetenschappers en burgers om
samen te werken met als doel het heden duurzaam te maken voor de volgende generaties. Er zijn vijf artistieke vormen van reparatie gecreëerd die een samenwerking vormen tussen professionele en niet-professionele kunstenaars, burgers, experts en wetenschappers in elke stad. Langs deze lijnen lanceert Future Repair Machine een integratief-creatief, transnationaal proces dat zich bezighoudt met de waarde van reparatie in relatie tot: openbare ruimte, stadsontwerp, taal, sfeer, kleding en lichaamsmodificatie.

## Continuïteit en groei
Door in twee trajecten te werken, het ene via performatief werk, zoals presentaties in theaters, op festivals, in musea en op locaties, en het ander via Seasoning, waarin het artistieke huis wordt doorontwikkeld naar een interdisciplinair platform voor onderzoek, productie, presentatie en reflectie, wordt continuïteit en groei gecreëerd voor de periode 2025-2028.

## Seasonings
United Cowboys verzorgt bij ieder begin van een nieuw jaarseizoen zogenaamde Seasonings. Hierbij wordt aan het publiek getoond wat nieuwe ontwikkelingen van live-art zijn, en kan een nieuwe instroom plaatsvinden van jong talent. 
Voorts vinden masterclasses en open repetities plaats waarbij het publiek kan in- en uitlopen.

## Selectie van voorstellingen
- Blue Peter (1992)
- To be continued (2004)
- Glass Perfomance (2008)
- Boogie Nights (2008)
- Lust For Life (2009)
- Who Cycle (2009)
- Who TOO (2010)
- Who Final (2012)
- Burn (2014)
- Figures That Wander (2014)
- Eeuwig Idool (2016)
- This is not a Sad Song (2016)
- We Want More (2018)
- The New Piece (2019)
- Reminition Swanlake (2021)
- The Body as Reference for (R)evolution (2022-heden)
- The Nutcracker (2023)
- Resilience (2023)